# Брезница Ђаковачка
Брезница Ђаковачка је насељено место у средњој Славонији, у саставу општине Левањска Варош, Осјечко-барањска жупанија, Република Хрватска.

## Историја
За време Другог светског рата ово место је имало значајно српско становништво, али су многи његови житељи одведени у усташки логор Јасеновац.
До територијалне реорганизације у Хрватској налазила се у саставу бивше велике општине Ђаково.

## Култура
У месту се налази римокатолички самостан Босоногих сестара Кармелићанки, као и Центар за психички оболеле особе и Установа за здравствену негу.

## Становништво
Насеље је према попису становништва из 2011. године имало 345 становника.

### Број становника по пописима
| Националност   | 2001. | 1991. | 1981. | 1971. | 1961. | 1953. | 1948. | 1931. | 1921. | 1910. | 1900. | 1890. | 1880. | 1869. | 1857. |
| бр. становника | 243   | 197   | 212   | 252   | 294   | 326   | 325   | 347   | 312   | 292   | 166   | 135   | 113   | 154   | 125   |

### Национални састав
| Националност       | 2001.        | 1991.        | 1981.        | 1971.        | 1961.        |
| Хрвати             | 221 (90,94%) | 162 (82,23%) | 147 (69,34%) | 195 (77,38%) | 242 (82,31%) |
| Срби               | 18 (7,40%)   | 25 (12,69%)  | 34 (16,04%)  | 43 (17,06%)  | 39 (13,26%)  |
| Југословени        | 0            | 6 (3,04%)    | 15 (7,07%)   | 5 (1,98%)    | 0            |
| остали и непознато | 4 (1,64%)    | 4 (2,03%)    | 16 (7,54%)   | 9 (3,57%)    | 13 (4,42%)   |
| Укупно             | 243          | 197          | 212          | 252          | 294          |

## Извор
- ЦД-ром: „Насеља и становништво РХ од 1857-2001. године“, Издање Државног завода за статистику Републике Хрватске, Загреб, 2005.